# Tacciana Filimonczyk
Tacciana Sciapanauna Filimonczyk (biał. Таццяна Сцяпанаўна Філімончык, ros. Татьяна Степановна Филимончик, Tatjana Stiepanowna Filimonczik; ur. 3 grudnia 1949 w Żłobinie) – białoruska inżynier kolejnictwa i polityk, w latach 2008–2012 deputowana do Izby Reprezentantów Zgromadzenia Narodowego Republiki Białorusi IV kadencji.

## Życiorys
Urodziła się 3 grudnia 1949 roku w mieście Żłobin, w obwodzie homelskim Białoruskiej SRR, ZSRR. Ukończyła Białoruski Instytut Inżynierów Transportu Kolejowego uzyskując wykształcenie inżyniera mechanika kolei i Akademię Zarządzania przy Prezydencie Republiki Białorusi, uzyskując wykształcenie menedżera ekonomisty. Pracę rozpoczęła jako laborantka w Czelabińskiej Fabryce Traktorów. Następnie pracowała jako brygadzistka Żłobińskiej Wagonowni, inżynier technolog Homelskiego Zakładu Remontowego Wagonów, starsza technolog Homelskiej Fabryki Luster „Krasnyj Oktiabr”, inżynier technolog, inżynier konstruktor, mistrz, sekretarz Komitetu Partyjnego Homelskiego Zakładu Remontowego Wagonów, sekretarz komitetu wykonawczego, przewodnicząca Sowieckiej Rejonowej Rady Deputowanych Ludowych, szef administracji rejonu sowieckiego.
27 października 2008 roku została deputowaną do Izby Reprezentantów Zgromadzenia Narodowego Republiki Białorusi IV kadencji z Homelskiego-Przemysłowego Okręgu Wyborczego Nr 35. Pełniła w niej funkcję członkini Stałej Komisji ds. Polityki Mieszkaniowej, Budownictwa, Handlu i Prywatyzacji. Od 13 listopada 2008 roku była członkinią Narodowej Grupy Republiki Białorusi w Unii Międzyparlamentarnej. Jej kadencja w Izbie Reprezentantów zakończyła się 18 października 2012 roku.

## Odznaczenia
- Medal „Za Zasługi w Pracy”;
- Gramota Pochwalna Zgromadzenia Narodowego Republiki Białorusi;
- Gramota Pochwalna Rady Ministrów Republiki Białorusi[1].